# House of Purgatory
House of Purgatory ist ein US-amerikanischer Horrorfilm aus dem Jahr 2016.

## Handlung
Mit Kürbisschnitzen bereiten sich drei Highschool-Freundinnen auf Halloween vor. Nach einem Football-Spiel gehen sie zu einer Kostümparty. Dort reden die Gäste nicht nur über Kostüme, sondern auch über eine urbane Legende. Demnach gibt es irgendwo ein Gruselhaus, bei dem man einen Teil des Eintrittsgelds zurückbekommt, wenn man alle Etagen passiert. Das soll noch niemandem gelungen sein. Da sich dieses „House of Purgatory“ (Haus des Fegefeuers) in der Nähe befinden soll, fahren Amber, Melanie, Ryan und Nate am späten Abend dorthin.
Nach langer Suche entdecken sie auf einer Wiese ein entsprechend beleuchtetes Hinweisschild. Sie werden als einzige Gäste von einem als Skelett verkleideten Kassierer empfangen. Dieser führt sie zu einem Holzhaus, in dem es entgegen der bekannten Legende nicht nach oben, sondern nach unten geht. Gleich im ersten Raum glaubt Melanie, auf einem harmlosen Jahrmarkt-Bild ein ihr bekanntes Foto zu erkennen. Danach gehen die vier Freunde u. a. durch einen alten Kinosaal und kommen an einer jungen Frau vorbei, die nur in Unterwäsche gefesselt ist und wild schreit. Nach einer weiteren Tür stehen sie plötzlich draußen im Wald.
Zwischen mit leuchtenden Kürbissen dekorierten Bäumen sieht Amber eine schwangere Version von sich selbst und verschwindet plötzlich. Die anderen drei Freunde gehen weiter. Als Ryan eine Holzhütte betritt, ist er von innen eingesperrt. Er geht eine Treppe hinunter und erkennt, dass er sich in der Highschool befindet. Aus seinem leuchtenden Spind kommen stöhnende Geräusche und im Schrank sieht er männliche Pin-ups. Sein Vater kommt auf ihn zu und ist verärgert wegen Ryans Homosexualität. Gemeinsam mit einem wütenden Mob verprügelt der Vater den Sohn.
Währenddessen gelangen Melanie und Nate auf eine Straße, wo sie ein Auto ohne Räder sehen. Nate gesteht nun, dass er in einer regnerischen Nacht mal betrunken Auto gefahren ist und dabei einen Mann am Straßenrand erwischt hat, der gerade Reifen wechselte. Melanie erklärt, dass auf dem Foto, das sie im ersten Raum zu sehen glaubte, ihr Onkel abgebildet ist, der sie damals vergewaltigte. Amber ist zur gleichen Zeit in einer Art OP-Raum gefesselt. Als sie mit katholisch-konservativen Eltern konfrontiert wird, sieht sie, dass sie schwanger ist, und der Skelett-Mann holt das Baby heraus. Melanie und Nate werden von einem Mann im Regenmantel verfolgt und gelangen in ein Haus, das sich als Haus von Melanies Onkel erweist. Sie müssen dort in den Keller gehen. Dort wird Ryan weggezogen und scheinbar mit der Witwe des damaligen Unfallopfers konfrontiert, hinter der sich jedoch der Skelett-Mann verbirgt. Melanie trifft wieder auf ihren Onkel, der eine erneute Vergewaltigung beginnt.
Doch plötzlich wacht Melanie draußen auf der Wiese auf, umringt von ihren Freunden, die ihr erklären, dass alles vorbei und die Polizei schon vor Ort sei. Aus dem Polizeiwagen heraus sieht Melanie dann jedoch Doppelgänger von sich und den drei Freunden in das erste Haus gehen, in dem der Horror begann. Als sie sich umdreht, sitzt der Skelett-Mann neben ihr. Ihre Freundin Trisha kommt an und hört verzweifelte Schreie aus dem Untergrund.

## Rezeption
Der Rezensent von Filmchecker kommt zu einem relativ positiven Fazit: „Atmosphärischer Grusel, statt blutiger Gewaltrausch. [Die] Geschichte des Mysterythrillers [ist] so ziemlich unverbraucht und spannend. Der Low-Budget-Grusler [...] hat mit seinen Ecken und Kanten eine Chance verdient.“ Negativ ist hingegen die Rezension bei cinema.de: „Schnell wähnt man sich in der einfallslosen Fantasie eines bigotten Inquisitoren gefangen, der noch die harmloseste Teenie-Sünde mit dem Fegefeuer bestraft sehen will.“